# Смит (окръг, Тексас)
Вижте пояснителната страница за други значения на Смит.
Окръг Смит (на английски: Smith County) е окръг в щата Тексас, Съединени американски щати. Площта му е 2458 km², а населението - 198 705 души. Административен център е град Тайлър.